# Eduard Wroblewski

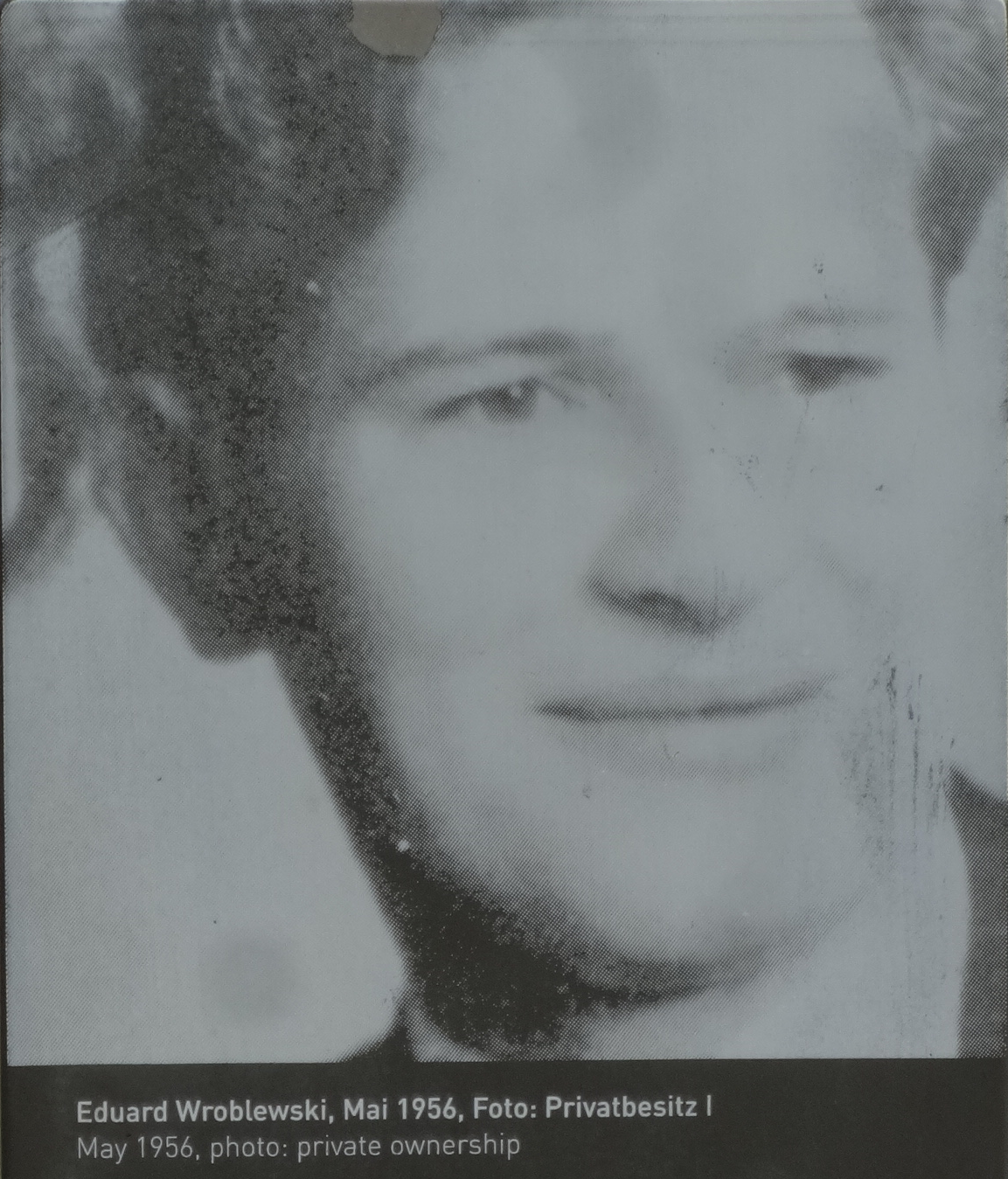

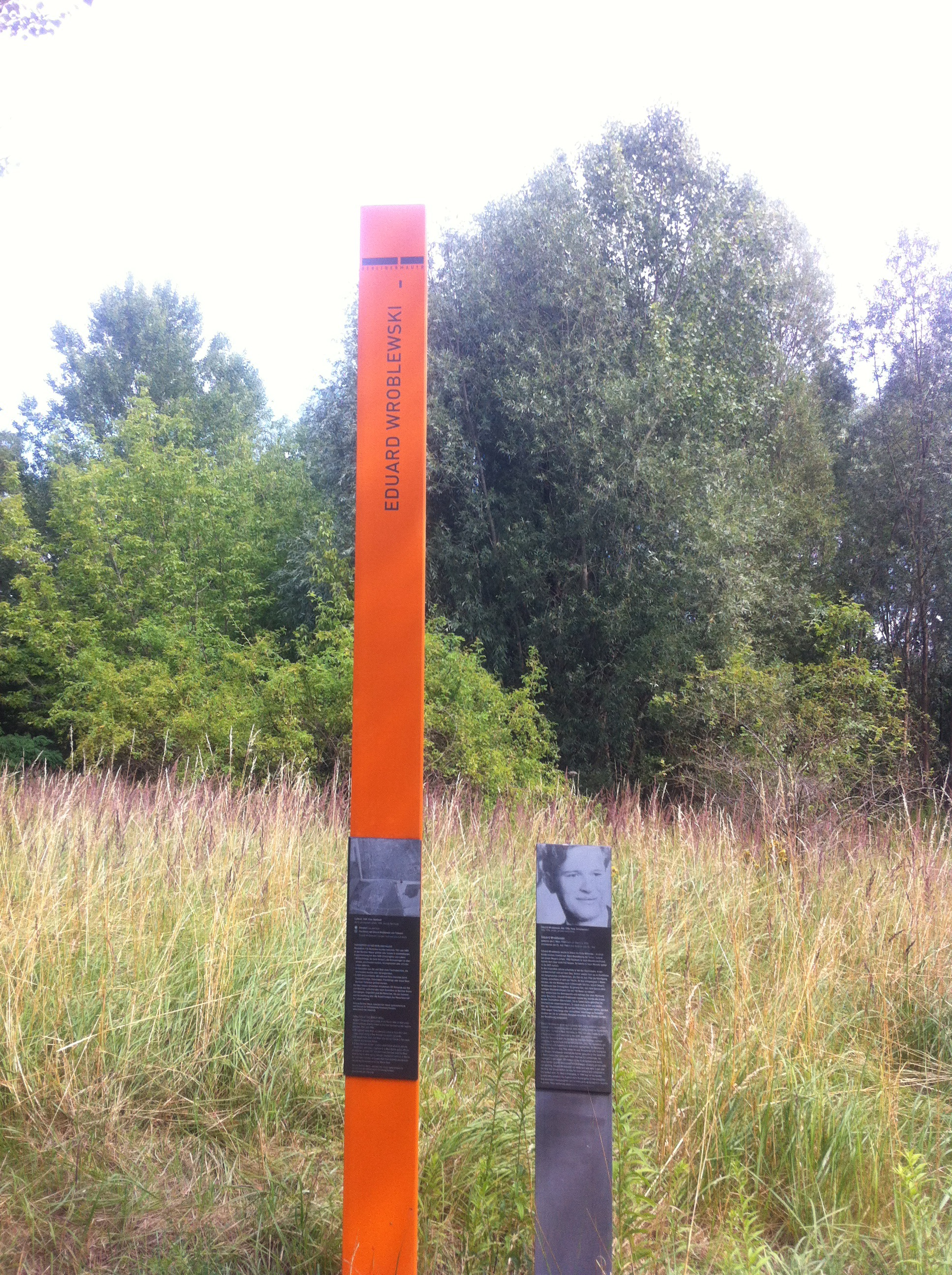
Symboliczny nagrobek

Eduard Wroblewski (ur. 3 marca 1933 w Buczem; zm. 26 lipca 1966 w Mahlow (gmina Blankenfelde-Mahlow) – ofiara śmiertelna Muru Berlińskiego zastrzelona przez żołnierzy wojsk granicznych NRD podczas próby ucieczki z NRD do Berlina Zachodniego.

## Życiorys i ucieczka
Eduard Wroblewski przyszedł na świat w Wutschdorf (dziś Bucze) leżącym na terenie ówczesnego powiatu Züllichau-Schwiebus. Wraz z rodzeństwem dorastał w położonym niedaleko Berlina Fläming. Po ukończeniu szkoły w wieku 14 lat rozpoczął pracę w gospodarstwie rolnym. W 1952 r. uciekł po raz pierwszy z kraju, nie posiadając jednak w Niemczech Zachodnich żadnych krewnych oraz odpowiednich kwalifikacji zawodowych wrócił po 9 miesiącach do NRD. Po powrocie pracował jako robotnik w Deutsche Reichsbahn, na placu budowy oraz w gospodarce rolnej. Zawarte w 1956 r. małżeństwo rozpadło się. W 1962 r. ożenił się ponownie, doczekując się dwójki dzieci. Od tej pory mieszkał w Zahna. Problemy w życiu zawodowym przełożyły się na życie małżeńskie. Wroblewski nie poinformował żony o tym, że został zwolniony z pracy. 26 lipca 1966 r. rzekomo udał się do pracy. W rzeczywistości pojechał w okolice Mahlow, gdzie napiwszy się uprzednio dla kurażu alkoholu, podążył wieczorem w rejon umocnień granicznych.
Po pokonaniu pierwszego z zabezpieczeń, znajdując się w obrębie około 100 metrów pasa granicznego, dostał się pod bezpośredni ostrzał żołnierzy wojsk granicznych. Biegnąc w kierunku dalszych umocnień ostatecznie padł trafiony w plecy dwunastoma strzałami z pistoletów maszynowych wskutek czego zmarł na miejscu. Pięciu strzelających żołnierzy w wieku od 18 do 22 lat wystrzeliło w kierunku uciekiniera łącznie 274 pocisków.

## Następstwa
Zdarzenie zauważone zostało przez mieszkańców leżącej bezpośrednio obok granicy zachodnioberlińskiej dzielnicy Lichtenrade, żołnierze wojsk granicznych NRD zostali obrzuceni obelgami przez mieszkańców. Kilka pocisków trafiło w budynki w Berlinie Zachodnim. W związku z tym szczegółowo zrelacjonowano wydarzenie w zachodniej prasie. Prasa NRD opisywała z kolei zabitego uciekiniera jako zbrodniarza i jednostkę aspołeczną. Uczestniczący w strzelaninie żołnierze uhonorowani zostali odznaczeniami, skrytykowane jedynie zostało nadmierne zużycie amunicji. Po zjednoczeniu Niemiec postępowanie w sprawie wszczęła prokuratura państwową w Poczdamie. W wyniku śledztwa ustalono, iż jeden z łącznie sześciu uwikłanych w tragedię żołnierzy nie oddał żadnego strzału, inny umyślnie strzelał obok uciekiniera, dwóch innych również celowo chybiło. Skazani ostatecznie dwaj sprawcy śmiertelnych strzałów otrzymali 21 sierpnia 1996 r. wyrok 18 miesięcy pozbawienia wolności w zawieszeniu.

## Literatura
- Hans-Hermann Hertle, Maria Nooke: Die Todesopfer an der Berliner Mauer 1961 - 1989 : ein biographisches Handbuch / hrsg. vom Zentrum für Zeithistorische Forschung Potsdam und der Stiftung Berliner Mauer. Links, Berlin 2009, ISBN 978-3-86153-517-1.